# Direction générale du voisinage et des négociations d'élargissement
La direction générale du voisinage et des négociations d'élargissement (DG NEAR) est une direction générale de la Commission européenne, responsable du processus d'élargissement de l'Union européenne et de la politique européenne de voisinage. 
Le directeur général actuel en est Gert Jan Koopman, ancien directeur général du Budget. La direction générale est organisée en cinq directions, auxquelles s'ajoute le groupe de soutien pour l'Ukraine (SGUA). Il s'agit de :
- Direction A : Appui thématique, coordination des instruments politiques et financiers
- Direction B : Voisinage Sud et Turquie
- Direction C : Partenariat oriental et Renforcement Institutionnel
- Direction D : Balkans occidentaux
- Direction E : Service de l'Ukraine
- Direction R : Ressources